# Lỗ Quảng Đạt
Lỗ Quảng Đạt (giản thể: 鲁广达; phồn thể: 魯廣達; bính âm: Lǔ Guǎngdá, 531 – 589), tên tự là Biến Lãm, nguyên quán là huyện Mi, quận Phù Phong, sinh quán là quận Tân Thái, tướng lĩnh nhà Trần thời Nam Bắc triều trong lịch sử Trung Quốc.

## Cuộc đời

### Lập thân thời loạn
Lỗ Quảng Đạt thường lấy trung nghĩa đãi người, bạn bè rất nhiều. Trong loạn Hầu Cảnh, ông cùng anh trai Lỗ Tất Đạt tụ tập mọi người bảo vệ Tân Thái. Năm Thừa Thánh đầu tiên (552), ông nhậm chức Tấn Châu thứ sử, tham gia dẹp loạn Hầu Cảnh, lập được công lớn. Về sau, Quảng Đạt đưa quân đi theo Vương Tăng Biện. Bầy giờ các tướng lĩnh ở Giang Nam đều có quân riêng, người nào cũng có vài ngàn, mà họ Lỗ là nhiều nhất. Sau loạn, ông được thăng đến Viên ngoại tán kỵ thường thị.
Năm Vĩnh Định đầu tiên (557) nhà Trần, Trần Vũ đế lấy Quảng Đạt làm Chinh viễn tướng quân, Đông Hải thái thú. Ông cố từ không nhận, chỉ nhậm chức Viên ngoại tán kỵ thường thị. Năm Thiên Gia thứ 2 (561), Tất Đạt mất, ông nhậm mệnh làm Giả tiết, Tín vũ tướng quân, Bắc Tân Thái thái thú, thay anh trai làm Ngô Châu thứ sử, được phong Trung Túc huyện hầu.
Năm Quang Đại đầu tiên (567), Quảng Đạt nhậm chức Thông trực tán kỵ thường thị, đốc Nam Dự Châu chư quân sự, Nam Dự Châu thứ sử. Đúng lúc Tương Châu thứ sử Hoa Kiểu làm phản, triều đình phái binh trấn áp. Đôi bên gặp nhau ở Hạ Khẩu , thủy quân của Hoa Kiểu cường thịnh, không ai dám đánh. Quảng Đạt đi trước sĩ tốt, dũng mãnh xung phong. Khi chiến hạm đôi bên va vào nhau, ông lạc chân ngã xuống nước, chìm một lúc lâu mới được vớt lên.

### Phòng ngự tây nam
Năm Thái Kiến đầu tiên (569), Lỗ Quảng Đạt chủ động đề nghị phối hợp với Chương Chiêu Đạt đưa quân ra khu vực Tam Hạp, thông qua những biện pháp thích hợp, tiến hành chiêu phủ các châu trấn ở Định, An, Thục, củng cố biên phòng tây nam nhà Trần. Lúc này ông phát giác Bắc Chu tiến hành chế tạo thuyền bè với quy mô lớn trên bờ Thục Thủy, còn vận chuyển tích trữ lương thảo, Quảng Đạt vốn có ý muốn chiếm lĩnh Giang Bắc, bèn cùng Dĩnh Châu thứ sử Tiền Đạo Tập nhân đêm tối tập kích, đốt sạch khu vực đóng thuyền, rồi đưa bộ hạ lui về Ba Châu.
Lỗ Quảng Đạt làm quan thanh liêm, đãi người bằng cả tấm lòng, rất được nhân dân ủng hộ. Ông ở Ba Châu hết nhiệm kì, trăm họ tranh nhau dâng thư xin giữ lại, nên kì hạn được kéo dài thêm 2 năm.

### Tham gia bắc phạt
Năm Thái Kiến thứ 5 (573), Lỗ Quảng Đạt soái quân tham gia bắc phạt, hòng giành lại khu vực Hoài Nam, cùng quân Bắc Tề giao chiến ở Đại Hiện, chém đầu tướng giữ thành Trương Nguyên Phạm. Tháng 11, quân Trần giành lại Bắc Từ Châu, ông nhậm mệnh làm đốc Bắc Từ Châu chư quân sự, Bắc Từ Châu thứ sử. Không lâu sau, ông được thăng làm Tán kỵ thường thị, về triều nhậm chức Hữu vệ tướng quân.
Năm Thái Kiến thứ 8 (576), ông nhậm chức Bắc Duyện Châu thứ sử, được điều đi làm Tấn Châu thứ sử. Năm Thái Kiến thứ 10 (578), ông nhậm chức Sứ trì tiết, đô đốc Hợp, Hoắc 2 châu chư quân sự, Nhân uy tướng quân, Hợp Châu thứ sử.
Năm Thái Kiến thứ 11 (579), tướng Bắc Chu là Lương Sĩ Ngạn đưa quân nam chinh, vây Thọ Xuân. Quảng Đạt tham gia soái quân nghênh chiến. Quân Bắc Chu khí thế mạnh mẽ, liên tiếp thắng lợi, nhà Trần lại mất vùng Hoài Nam, ông bị miễn chức.
Năm Thái Kiến thứ 12 (580), Quảng Đạt cùng Dự Châu thứ sử Phàn Nghị soái quân bắc phạt, liên tiếp hạ được mấy thành của bọn Quách Mặc. Ông lại được nhậm chức Sứ trì tiết, đô đốc 7 châu chư quân sự, soái 4 vạn thủy quân, trấn thủ Giang Hạ , đẩy lui An Châu tổng quản nhà Bắc Chu là Nguyên Cảnh Sơn đến xâm phạm.

### Ưu phẫn mà chết
Năm Chí Đức đầu tiên (583), Trần Thúc Bảo lên ngôi, Lỗ Quảng Đạt về triều nhậm chức An Tả tướng quân. Sau đó ông được làm Bình nam tướng quân, thị trung, đổi phong Tuy Việt quận công. Khi về triều ông lại thăng làm Trung lĩnh quân (hàm Tam phẩm).
Năm Chí Đức thứ 3 (585), hai con trai của Quảng Đạt là Thế Chân và Thế Hùng ở quê nhà Tân Thái soái quân đầu hàng tướng Tùy là Hàn Cầm Hổ, sai người mang thư đến khuyên cha về hàng. Chính vào lúc ấy ông đang đóng quân ở Kiến Khang, bảo vệ kinh sư, nhận được thư vô cùng phẫn uất, tự dâng lá thư đó lên triều đình, xin nhận tội. Trần Hậu Chủ an ủi, rồi ban thưởng cho ông, ngay hôm ấy để ông trở về quân doanh.
Tháng giêng năm Trinh Minh thứ 3 (589), tướng Tùy là Hạ Nhược Bật đưa quân vượt sông, đánh chiếm Chung Sơn, Lỗ Quảng Đạt soái quân đến gò Bạch Hổ bày trận, cùng mũi nhọn của quân Tùy đối địch. Ông cầm binh khí ở trước trận, đi lại liều mạng chém giết, quân Tùy tử thương rất nhiều phải lui lại. Trong khi ấy, quân Tùy đánh bại các tướng Trần, thừa thắng tiến vào cung thành, ông vẫn soái những binh sĩ còn lại, ngoan cường chống trả. Nhưng vì ít không địch nổi nhiều, cuối cùng Kiến Khang cũng thất thủ. Chiều ngày hôm ấy, Quảng Đạt mắt thấy đại thế đã mất, vì thế buông binh khí cởi áo giáp, mặt hướng về cung thành quỳ lạy mà khóc to rằng: "Tôi không thể cứu nước, tội rất lớn vậy!" Sĩ tốt đều cảm động mà rơi nước mắt.
Lỗ Quảng Đạt theo lệ vào Tùy không lâu, nhớ nước thành bệnh, cự tuyệt chữa trị, ưu phẫn mà chết. Nguyên thượng thư lệnh Giang Tổng nhà Trần quỳ trước linh cữu khóc to, đề trên quan tài của ông rằng: "hoàng tuyền tuy bão hận, bạch nhật tự lưu danh; bi quân cảm nghĩa tử, bất tác phụ ân sanh (tạm dịch: suối vàng tuy ôm hận, nhân thế ắt lưu danh; xót ngài chết vì nghĩa, không phụ ân sinh thành)."